# 守山城
守山城（日语：／ Moriyama-jō ?）是位于今天日本爱知县名古屋市守山區市场（古尾张国守山）的一座日式城堡（平山城 (城郭分類)）。

## 历史概要
1526年（大永六年），連歌師宗长在守山馆举办了祝贺松平信定获封新知行的千句连歌会，在《宗长手记·下卷》中记录了一首吟诵守山的俳句：“花にけふ風を関守山路哉”，这是有记载的第一个将“もりやま”写作为“守山”的文字。
据《德川实纪》和《三河物语》等史书记载，1535年（天文四年），守山城为织田信秀的弟弟织田信光（松平信定的女婿）的居城。在三河國的松平清康进军尾张时，为打倒自己的兄长信秀，信光与松平军内应，让出居城守山城予清康。结果在清康的军势布阵于守山之时，清康突然被家臣阿部正丰暗杀，史称“守山崩”。
据《信长公记》记载，1555年（弘治元年），织田信光与织田信秀之子织田信长消灭了清洲织田氏(织田大和守家)的织田信友后，信光迁至那古野城，织田信光將守山城讓給弟弟織田信次居住。但是很快織田信次就因為家臣洲贺才藏杀害了信长的弟弟織田秀孝而出奔。城下被织田信长之弟、秀孝之兄織田信行(信胜)的士兵焚烧。織田信次的重臣角田新五等人继续据守城中，在佐久间信盛的鼓动下，信长的异母弟织田信时成为城主，此事就此尘埃落定。但是，信时因重用其他家臣而被角田新五逼迫切腹，城中再次被角田新五一派的人所困。之后，被允许归顺的織田信次复归为城主。天正2年(1574年)，織田信次在长岛一向一揆中阵亡。
天正元年(1573年)，浅井长政与阿市的兄长织田信长对立，小谷城被攻下，长政等人自杀，浅井氏灭亡。根据国学院大学宮本義己的研究，淀殿、常高院、崇源院三姐妹被托付给信次，他們在守山城停留了一年左右(《溪心院文》)。

## 外部連結
- 守山城跡（页面存档备份，存于）　名古屋市公式ウェブサイト